# 大和証券杯ネット将棋・最強戦
大和証券杯ネット将棋・最強戦（だいわしょうけんはいネットしょうぎ・さいきょうせん）は、日本将棋連盟主催、大和証券グループ特別協賛の将棋の棋戦。2007年創設、2012年度の第6回で終了。

## しくみ

### ルール
- 持ち時間は30分で、切れたら1手30秒未満。
- 先手・後手の決定は振り駒ではなく、対局開始時にコンピュータが決める。
- 千日手、持将棋、時間切れ、反則が生じたときの確認は、立会人が行う。
- 回線切れ等が生じたときの確認も、立会人が行う。
- クリックミスについては、いかなる理由があっても（ミスをした）着手どおりとする。

### 出場棋士選抜
第5回は、選抜方法を刷新。
前年度（前年4月1日から当年3月31日まで）の年間成績の対局数・勝数・勝率の3部門の順位を足した数字の少ない順に
- 八段以上から8名
- 六・七段から4名
- 四・五段から4名

の合計16名を選抜。
第4回までの選抜
第4回までは、以下の基準で16名を選抜した。
1. 前回ベスト4以上
2. 1月1日時点のタイトルホルダー
3. 前年の非タイトル戦の優勝者
4. 前年の獲得賞金・対局料ランキング上位者

## ネット対局
本棋戦はインターネット回線を経由して遠隔地で対局を行う、ネット対局となる。ネット対局は公式戦では初めてのものとなるが、非公式戦ではNSN杯、近将カップなどの大会が行われている。
ネット対局であるため、各棋士は自宅や将棋会館などから専用サーバ（日本将棋連盟の大和証券杯専用サーバー）に接続して対局を行う。この対局の模様はインターネットを通じて公開される。対局は毎週1局ずつ、日本時間で日曜の午後8時から予定されている。
当然クリックミスなどの可能性があるが、クリックミスによる着手も着手通りで進行し、後刻変更はできない。
ただしこのクリックミスを避けるため、「着手確認」機能が用意されている。この機能を使用するかしないかの判断は棋士に委ねられている。
不慮の事故に備えて別途ノートパソコンを用意したり、本人が指していることを確認する為、カメラを利用する（もしくは審判員の立会いの下での対局）こと、通信不能時の対応としての封じ手の規定など、ネット対局向けに他の棋戦には存在しない規定が定められている。
対局者はネット上の「対局室」に入室して対局を行う。感想戦もこの部屋で行われる。「対局室」では対局者以外は観戦のみでチャットをすることはできない。対局者以外は規約に同意の上、ユーザ登録をすれば対局を観戦することができる。対局室の他にチャットが可能な観戦室が用意されている。
第2回大会では羽生善治が1回戦の対渡辺明戦（2008年5月11日）の中盤で、マウス操作のミスによる時間切れ負けをした。これは羽生にとって自身初の反則負けであり、翌日の新聞等で取り上げられた。日本将棋連盟は公式ウェブサイトで、対局者への注意徹底や、終了局面から指し継げるシステムへの変更の検討などを行うことを発表した。

## 歴代決勝結果
段位・称号は決勝時点のもの。
| 回 | 対局日        | 優勝               | 準優勝       |
| -- | ------------- | ------------------ | ------------ |
| 1  | 2007年7月8日  | 郷田真隆九段       | 丸山忠久九段 |
| 2  | 2008年8月24日 | 渡辺明竜王         | 鈴木大介八段 |
| 3  | 2009年8月2日  | 山崎隆之七段       | 木村一基八段 |
| 4  | 2010年8月22日 | 久保利明棋王・王将 | 森内俊之九段 |
| 5  | 2011年8月21日 | 菅井竜也四段       | 村山慈明五段 |
| 6  | 2012年8月26日 | 佐藤康光王将       | 郷田真隆棋王 |

### 棋士別成績
| 棋士     | 優勝 | 準優 | 優勝年度 | 準優勝年度 |
| -------- | ---- | ---- | -------- | ---------- |
| 郷田真隆 | 1    | 1    | 2007     | 2012       |
| 渡辺明   | 1    | -    | 2008     |            |
| 山崎隆之 | 1    | -    | 2009     |            |
| 久保利明 | 1    | -    | 2010     |            |
| 菅井竜也 | 1    | -    | 2011     |            |
| 佐藤康光 | 1    | -    | 2012     |            |
| 丸山忠久 | -    | 1    |          | 2007       |
| 鈴木大介 | -    | 1    |          | 2008       |
| 木村一基 | -    | 1    |          | 2009       |
| 森内俊之 | -    | 1    |          | 2010       |
| 村山慈明 | -    | 1    |          | 2011       |

## 特別対局・エキシビション対局
下記のいずれも、勝敗一覧および棋譜は、最強戦と同様、公式サイトの「棋譜鑑賞」で閲覧できる。

### 渡辺竜王 対 Bonanza
2007年3月21日開催。
第1回大会に先立ち、渡辺明（対局当時の竜王）とコンピュータソフトのBonanza（2006年度の世界コンピュータ将棋選手権優勝）の特別対局が行われ、接戦の末、112手で渡辺が勝利した（詳細はBonanza#渡辺明竜王との対局を参照）。この模様は、NHKテレビで特集が組まれた。BIGLOBEストリームの「将棋ニュースプラス」でも、ダイジェスト映像がインターネット配信された。

### 米長会長 対 中原副会長
2007年3月25日開催。
本戦と同一の規定によるエキシビション対局として米長邦雄と中原誠の対局が行われた。本戦と同様に午後8時に対局が開始され、先手番の米長が勝勢の中、終盤に玉の逃げ場を誤ってしまい、午後9時2分、考慮中に時間切れとなり72手で中原が逆転勝利した。対局場所は米長は将棋会館、中原は川崎市の自宅で、田中寅彦が米長の横で一般向けに解説をしながら対局に立会った。
この模様は、BIGLOBEストリームの「将棋ニュースプラス」でダイジェスト映像がインターネット配信された。

### 対抗戦
第1回最強戦終了後、第1回女流最強戦開幕までの間に行われた2007年開催の非公式戦。「熟練居飛車 vs 新鋭振り飛車」「第2弾 東軍vs西軍」の名称で、それぞれ対抗戦7局が行われた。対局規定は最強戦と同じであり、毎週1局ずつネット対局の形で実施された。

#### 熟練居飛車 vs 新鋭振り飛車
2007年7月22日から7週にわたって開催された。50歳以上の棋士が居飛車、20代の棋士が振り飛車で対局した。

#### 東軍 vs 西軍
2007年9月9日から7週にわたって開催された。関東・関西所属の各段位の棋士1名ずつとファン投票で選ばれた各1名により、四段戦から九段戦とファン投票戦が行われた。